# Borislaw Baldschijski
Borislaw Jordanow Baldschijski (auch Borislav Yordanov Baldzhiyski geschrieben, bulgarisch Борислав Йорданов Балджийски; * 12. Oktober 1990 in Ichtiman, Bulgarien) ist ein bulgarischer Fußballspieler.

## Karriere
Baldschijski kam im Jahr 2009 in den Kader der ersten Mannschaft von Lewski Sofia. Er kam zunächst nicht zum Einsatz und wurde Anfang 2010 für ein halbes Jahr an Lokomotive Mesdra ausgeliehen. Nach fünf Einsätzen kehrte er zurück zu Lewski, das ihn im Sommer für eine Spielzeit an PFK Nessebar verlieh. Dort konnte er sich in der Saison 2010/11 einen Stammplatz erkämpfen. Im Sommer 2011 wechselte er zu FC Tschernomorez Burgas. Hier kam er meist als Einwechselspieler zum Zuge. In der Saison 2012/13 zog er sich eine Verletzung zu und fiel einige Monate aus. Im Sommer 2013 verließ er Burgas wieder und schloss sich Slawia Sofia an. Nach drei Spielen wurde sein Vertrag aufgelöst.
Im September 2013 heuerte Baldschijski bei Botew Ichtiman in seiner Heimatstadt an, das in der dritten bulgarischen Liga spielte. Im Sommer 2014 verpflichtete ihn Lokomotive Mesdra in der B Grupa. In der Winterpause wechselte er zu Ligakonkurrent PFK Montana, mit dem er am Ende der Spielzeit 2014/15 aufstieg. Auch in der A Grupa gehörte er zum Stamm der Mannschaft. Anfang 2016 ergab sich die Gelegenheit, erneut zu Slawia Sofia zu wechseln. War er dort in der Saison 2015/16 noch Stammkraft, kam er in der Hinrunde 2016/17 seltener zum Einsatz. Er verließ den Verein Anfang 2017 zu Ligakonkurrent Tscherno More Warna.
Im Sommer 2017 kehrte Baldschijski zu PFK Montana zurück, das wieder in der zweiten Liga spielte. Er verpasste mit seiner Mannschaft in der Saison 2017/18 die Rückkehr ins Oberhaus und wechselte zum FC Dunaw Russe. Seit Anfang 2019 spielte er für Zarsko Selo Sofia.